# 시메정
시메정(일본어: 志免町 시메마치[*])은 일본 후쿠오카현 가스야군의 정이다. 후쿠오카시 근교에 있으며 후쿠오카 도시권의 일부이다.
인구 밀도는 후쿠오카현에서는 가스가시에 이어 2위, 일본 정촌 중에서도 제일 높으며 철도 노선이 없는 시정촌 중에서도 오키나와현 우라소에시에 이어 2위이다.

## 지리
후쿠오카시 동부에 위치한다.

### 인접한 자치체
- 후쿠오카시(하카타구)
- 가스야군 가스야정, 우미정, 스에정

## 역사
- 1889년 4월 1일 - 정촌제 시행으로 6개 촌이 합병해 시메촌이 성립하였다.
- 1939년 4월 17일 - 시메촌이 정으로 승격해 시메정이 되었다.

## 산업
가스야군 남부 일대에 퍼지는 가스야 탄전으로 불리는 탄전 지역의 중심부에 해당해 일찍이 정내에 여러 곳의 탄광이 있어 석탄 산업으로 번창했지만 에너지 혁명의 영향으로 1964년에 시메 탄광이 폐광한 것을 마지막으로 정내에서 탄광이 없어졌다. 또 후쿠오카 공항 주변과 시메정 사이에 아리랑 고개로 불리는 곳이 있다. 이것은 태평양 전쟁 중에 석탄을 캐는 노동력으로 온 한국인들이 있었기 때문이다. 지금도 재일 한국인이 적은 인원이기는 하지만 살고 있다. 현재는 후쿠오카시와 인접하고 적당히 지가가 싸 베드타운으로서 주택이 다수 건설되어 인구가 증가하고 있다.